# Zwischen den Zeiten (Zeitschrift)
Die Zeitschrift Zwischen den Zeiten (abg. ZdZ) war eine evangelische theologische Fachzeitschrift. Sie erschien von 1923 bis 1933, und zwar zweimonatlich im Christian Kaiser Verlag in München. Sie erreichte eine Auflage von 2500 Exemplaren.

## Anliegen
Die Zeitschrift ZdZ war ein Forum der „Wort-Gottes-Theologie“ (Dialektische Theologie). Diese strebte eine Neuorientierung der Theologie an. Prägend war das Erlebnis des Ersten Weltkrieges; sie wandte sich gegen einen Kulturoptimismus. Der Titel ZdZ ging auf einen Essay von Friedrich Gogarten aus dem Jahr 1920 zurück, worin er zum Ausdruck brachte, an einer Zeitenwende („zwischen den Zeiten“) zu stehen (die Zeit davor war jene des Kulturoptimismus). Die Autoren waren in den Jahren vor oder um 1890 geboren und gehörten damit zur „Frontgeneration“.
Es gab damals auch andere Zeitschriften, die ein breites theologisches Publikum erreichten, und andere Richtungen einschlugen, etwa die Zeitschriften „Geisteskampf“ und „Zeitschrift für Systematische Theologie“.

## Herausgeber und Autoren
Der Herausgeber, Georg Merz, sowie Gogarten und Eduard Thurneysen publizierten jeweils 20 Beiträge oder etwas mehr. Der Hauptautor war aber Karl Barth mit 40 Beiträgen; einzelne schrieben Rudolf Bultmann und Emil Brunner. Die Autoren betonten die Verkündigung des Wortes Gottes für das kirchliche Leben. Es gab aber auch schwerwiegende Differenzen, teilweise aufgrund ihrer unterschiedlichen Konfession was sich auf die politische Ethik auswirkte: Königsherrschaft Christi (reformiert) oder Zwei-Reiche-Lehre (lutherisch).
Solche Differenzen führten 1933 zur Beendigung. Ernst Wolf strebte 1934 mit der Zeitschrift Evangelische Theologie eine – nach dem Zweiten Weltkrieg schließlich erfolgreiche – Fortführung an.